# Condado de McHenry (Illinois)
El condado de McHenry es un condado estadounidense, situado en el estado de Illinois. Según el censo de los Estados Unidos del 2000, la población es de 260 077 habitantes. La cabecera del condado es Woodstock.

## Geografía
Según la Oficina del Censo de los Estados Unidos, el condado tiene un área total de 655 km² (768 millas²). De éstas 1563 km² (611 mi²) son de tierra y 20 km² (8 mi²) son de agua.

### Colindancias
- Condado de Walworth - norte
- Condado de Kenosha - noreste
- Condado de Lake - este
- Condado de Cook - sureste
- Condado de Kane - sur
- Condado de DeKalb - suroeste
- Condado de Boone - oeste

## Historia
El Condado de McHenry se separó de los condados de Cook y LaSalle en 1836, su nombre es en honor de William McHenry,un guerrero nativo.

## Demografía
Según el censo del año 2000, hay 260 077 personas, 89 403 cabezas de familia, y 69 287 familias que residen en el condado. La densidad de población es de 166 hab/km² (431 hab/mi²). La composición racial tiene:
- 93.91% Blancos (No hispanos)
- 7.54% hispanos (Todos los tipos)
- 0.59% Negros o Negros Americanos (No hispanos)
- 2.77% Otras razas (No hispanos)
- 1.45% Asiáticos (No hispanos)
- 1.08% Mestizos (No hispanos)
- 0.17% Nativos Americanos (No hispanos)
- 0.02% Isleños (No hispanos)

Hay 89 403 cabezas de familia, de los cuales el 43% tienen menores de 18 años viviendo con ellos, el 66.50% son parejas casadas viviendo juntas, el 7.60% son mujeres que forman una familia monoparental (sin cónyuge), y 22.50% no son familias. El tamaño promedio de una familia es de 2.89 miembros.
En el condado el 30% de la población tiene menos de 18 años, el 7.10% tiene de 18 a 24 años, el 33.50% tiene de 25 a 44, el 21.30% de 45 a 64, y el 8.00% son mayores de 65 años. La edad media es de 34 años. Por cada 100 mujeres hay 100.7 hombres. Por cada 100 mujeres mayores de 18 años hay 98 hombres.												
Tabla de la evolución demográfica:
|       | 1900   | 1910   | 1920   | 1930   | 1940   | 1950   | 1960   | 1970    | 1980    | 1990    | 2000    |
| ----- | ------ | ------ | ------ | ------ | ------ | ------ | ------ | ------- | ------- | ------- | ------- |
| TOTAL | 29 759 | 32 509 | 33 164 | 35 079 | 37 311 | 50 656 | 84 210 | 111 555 | 147 897 | 183 241 | 260 077 |

## Economía
Los ingresos medios de un cabeza de familia el condado es de $64 826, y el ingreso medio familiar es $71 553.00 Los hombres tienen unos ingresos medios de $50 479 frente a $31 141 de las mujeres. El ingreso per cápita del condado es de $26 476.00 El 3.70% de la población y el 2.50% de las familias están debajo de la línea de pobreza. Del total de gente en esta situación, 3.80% tienen menos de 18 y el 3.60% tienen 65 años o más.